# Lahar (città)
Lahar è una suddivisione dell'India, classificata come nagar panchayat, di 28.250 abitanti, situata nel distretto di Bhind, nello stato federato del Madhya Pradesh. In base al numero di abitanti la città rientra nella classe III (da 20.000 a 49.999 persone).

## Geografia fisica
La città è situata a 26° 13' 32 N e 78° 56' 28 E.

## Società

### Evoluzione demografica
Al censimento del 2001 la popolazione di Lahar assommava a 28.250 persone, delle quali 15.271 maschi e 12.979 femmine. I bambini di età inferiore o uguale ai sei anni assommavano a 4.845, dei quali 2.613 maschi e 2.232 femmine. Infine, coloro che erano in grado di saper almeno leggere e scrivere erano 17.178, dei quali 10.737 maschi e 6.441 femmine.